# Level UP Project!
Level UP Project! (레벨 업 프로젝트!)는 대한민국 걸그룹 레드벨벳이 등장하는 대한민국 버라이어티 쇼다. 현재 총 3개의 시즌이 방영되었다.

## 줄거리
레드벨벳 멤버들은 세계 각지를 방문한다. 첫번째 시즌은 방콕에서 촬영되었고, 시즌2는 여수에서 촬영되었다. 시즌 3은 슬로베니아에서 촬영했다.

## 캐스트
- 시즌 1: 아이린, 슬기, 웬디, 예리
- 시즌 2: 멤버 전원
- 시즌 3: 멤버 전원

## 에피소드
| 시즌 | 시즌 | 회수 | 방송 날짜       | 방송 날짜       |
| 시즌 | 시즌 | 회수 | 시즌 시작       | 시즌 종료       |
| ---- | ---- | ---- | --------------- | --------------- |
|      | 1    | 23   | 2017년 7월 27일 | 2017년 9월 10일 |
|      | 2    | 60   | 2018년 1월 8일  | 2018년 3월 17일 |
|      | 3    | 40   | 2018년 8월 13일 | 2018년 10월 5일 |

## 방송

### 대한민국
- Oksusu[5]
- KBS Joy (시즌1)[6]
- XtvN (시즌2)
- JTBC4 (시즌3)[7]

### 태국
- True ID[5]